# Xã Osceola, Quận Camden, Missouri
Xã Osceola (tiếng Anh: Osceola Township) là một xã thuộc quận Camden, tiểu bang Missouri, Hoa Kỳ. Năm 2010, dân số của xã này là 2.663 người.